# Los Ralos
Los Ralos – miasto w Argentynie, w prowincji Tucumán, w departamencie Cruz Alta.
Według danych szacunkowych na rok 2010 miejscowość liczyła 9 429 mieszkańców.